# Le giraffe
Le giraffe è un film del 2000 diretto da Claudio Bonivento.

## Trama
Siamo a Milano, alla fine degli anni '90 ad agosto. Michela Tiberi(Veronica Pivetti) è la segretaria di un imprenditore milanese, tale Guido Pozzi, che va in banca cercando di sbloccare i conti bancari, compreso il suo perché sono stati bloccati dalla banca. Infuriata, se ne va via dalla banca ma riceve la notizia che suo padre Sergio è deceduto per un infarto.
A Roma, intanto, Roberta Tiberi(Sabrina Ferilli) una fisioterapista a domicilio, sta finendo di sistemare le ultime cose nella sua casa perché, due mesi fa, si è mollata con il suo compagno Massimo(Alessandro Di Carlo) e ha bisogno di cambiare aria. Mentre sistema le sue cose, riceve la telefonata che il padre è morto per un infarto. Arrivata alla camera mortuaria, lì scopre che è arrivata anche Michela che, per uno strano scherzo del destino, si rivela essere sua sorella. Il padre delle due, infatti, aveva avuto una relazione con le madri delle due ragazze mettendole incinte quasi allo stesso momento: entrambe hanno 31 anni, ma Michela è nata a gennaio e Roberta a febbraio, facendo sì che Michela sia la maggiore e Roberta la minore. La madre di Roberta che, all'epoca, aveva 16 anni non aveva mai detto di questa cosa alla figlia, nemmeno dell'esistenza di Michela che aveva visto due volte. Ma i guai iniziano ad abbattersi sulle sorelle: dopo aver dato 50.000 lire alla tassista che aveva accompagnato il padre delle due e che è stata l'ultima a vederlo vivo, un signore della sartoria teatrale rivuole indietro lo smoking che Sergio, il padre delle due sorelle, aveva prestato. Così, Michela e Roberta si mettono alla ricerca di vestiti buoni per il padre con Michela che, a causa del blocco dei conti, gli viene tagliata dalla commessa la carta di credito. Alla fine, dopo una rocambolesca mattinata, le due sorelle riescono a sistemare il padre defunto alla cui esposizione arrivano persino una signora di colore e una suora che avevano avuto rapporti intimi con il padre. Quest'ultima aveva incontrato Sergio che aveva una piantagione di vaniglia in Venezuela.
Finita la giornata, Michela va nell'appartamento che l'amica Faustina le aveva preparato, mentre Roberta si consola per la brutta giornata con l'amica Federica, il marito di lei Mimmo e un buon gelato. A complicare le cose, ci si mette Massimo che, volendo consolare l'ex fidanzata, tenta di rimanere da lei e seccata, Roberta lo manda via. Intanto alla radio, viene diramata la notizia che Pozzi è scappato in Perù cercando di superare i controlli della dogana, dato che le autorità italiane hanno diramato un mandato internazionale di arresto. Rimasta male per il fatto che non aveva trovato ciò che cercava, il giorno dopo Michela si presenta a casa della sorella chiedendole di poter rimanere e lei accetta, nonostante il loro primo incontro non fosse stato dei migliori. Lì, Roberta scopre che la sorella è la fidanzata nonché segretaria di Pozzi, l'imprenditore fuggito, che l'ha lasciata senza una lira e cerca da giorni di rintracciarlo perché i creditori chiedono di lui. Mentre parlano, le due scoprono di avere una passione in comune per le giraffe, apprezzando le statuine che Roberta colleziona.
Finito il funerale, le due sorelle, accompagnate da Federica, vanno al cimitero in vista della tumulazione ma i muratori si fregano altamente di fare il loro lavoro; nonostante le suppliche, le ragazze rimangono sbigottite dal menefreghismo del muratore e decidono di tornare a casa. Alla sera, Roberta, prima di fare il bagno, riceve una telefonata da sua madre di andare a vedere la casa del padre a Passo Scuro. A cena, Michela si intrattiene con Massimo parlando del più e del meno soprattutto dell'uomo ideale: Michela stava insieme con Pozzi da 10 anni, dato che si erano conosciuti all'università, anche se racconta una versione edulcorata della verità anche se lei odia che non l'ha fa ridere. Massimo, dato che si dondolava con la sedia, cade facendola ridere e, presi dalla passione, i due si baciano. Mentre è pronta per andare a Passo Scuro, Roberta crede che la sorella e Massimo abbiano fatto l'amore anche se non ha le prove; una volta arrivata lì, scopre un posto incantevole vicino al mare. Anche Michela è arrivata a Passo Scuro e le due sorelle litigano perché entrambe venivano in quella casa da bambine.
Sulla via di casa, le due litigano con Michela che rimbrotta il fatto che la madre di Roberta non sia stata cordiale con lei chiedendole della madre, passata a miglior vita da 10 anni, e la mancanza di ospitalità; Roberta gli dice che si era fatta il suo ex fidanzato e Michela le dà della donna di facili costumi per la storia dell'onorevole con il colpo della strega quando in realtà lei è solo una fisioterapista e lui è un suo cliente abituale e, dopo aver accostato, iniziano a tirarsele di santa ragione: Michela le dice che non aveva fatto l'amore con Massimo ma che lui l'aveva aiutata perché era stata male a causa di ciò che aveva mangiato. Sdraiate sull'erba, le due iniziano a ridere e, doloranti per le botte datesi, vanno a casa a cambiarsi prima di andare dall'avvocato Jacobacci.
Arrivate da Jacobacci, lui fa alle due sorelle le condoglianze spiega loro la situazione alquanto spinosa: il padre Sergio voleva essere sepolto nel giardino della casa di Passo Scuro annaffiato dal vino delle bevute con gli amici scritto in un tovagliolo-testamento, ma tuttavia quella casa è soggetta ad una controversia con una banca per un prestito. Dà loro anche le chiavi di una casa in via Antino che doveva essere sistemata per il mutuo che gli rimaneva da pagare; arrivate al numero 59 di via Antino, le ragazze provano ad aprire la porta ma si ritrovano con una sorpresa: davanti a loro, c'è una signora africana che era stata l'ultima fiamma di Sergio e che era venuta a rendergli l'ultimo saluto.
Lì, lei racconta loro che la casa era stata comprata con il mutuo che aveva fatto con lui ed era stato il loro nido d'amore; tuttavia, sapendo delle eredi, è pronta a lasciare la casa per tornare a lavorare con la sorella nella lavanderia che ha e dice loro che conosceva molto bene Sergio, molto meglio di loro due e gli parlava sempre delle sue due figlie. Alla fine, Roberta e Michela decidono che la donna può rimanere nella casa di via Antino pagando lei, però, il mutuo. Prima che loro vadano, la signora dà loro una piccola busta gialla contenente il "piccolo segreto" di Sergio che, ora, apparteneva a loro. Uscite dalla casa, Michela riceve una chiamata da Pozzi chiedendogli di dargli un numero o qualcosa per poter sbloccare i conti e Roberta gli consiglia di mandarlo a quel paese.
Tornate a casa, le due sorelle decidono sul da farsi riguardo alla sepoltura e Michela decide di aprire la busta: al suo interno, ci sono le azioni della piantagione di vaniglia del Venezuela e decidono di andare al cimitero chiamando Massimo affinché gli possa dare una mano. Non sanno però che Mimmo e Federica le stanno cercando perché Federica voleva sapere tutto e la portiera gli avvisa che sono andate al cimitero. 
Dopo aver aperto la porta di ferro del cimitero, Roberta, Michela e Massimo, avendo abbastanza paura, incontrano il custode che gli ripete "Che state a fa'?" e loro gli dicono che erano venute per rendere omaggio al loro padre e gli chiede di pagargli 500.000 mila lire e se ne va via. Massimo ha il compito di scoperchiare la bara e le sorelle prendono il cadavere del padre, portandolo via con un carretto e infilandolo in un sacco a pelo; Roberta e Michela vanno via ringraziando Massimo che va a richiudere la bara. Arrivati ed appostati, Federica e Mimmo contemplano se seguire l'amica con la sorella o meno e, alla fine, decide di farsi gli affari suoi e, contenta che finalmente suo marito le ha dato ragione, fanno l'amore in macchina.
Michela e Roberta, mentre viaggiano con il padre sul sedile davanti, si accorgono che la macchina non ha più benzina e cercano di spingerla a mano. Ma quel che è peggio è che arrivano i carabinieri e inventano la scusa che tornavano da una festa con un amico mezzo morto dal bere, ma riescono a dargli una mano dandogli della benzina e a ripartire. Tuttavia, Michela riceve un'altra telefonata da Pozzi e lui le chiede un favore ma lei, invece di essere accondiscendente, lo manda a quel paese con Roberta che si congratula con lei. Arrivate a Passo Scuro, le due parcheggiano vicino al ristorante di fronte alla casa di loro proprietà trascinando il corpo del padre come meglio possono; dopo aver scavalcato il muretto, le due si mettono all'opera nello scavare una buca e seppellire il padre nel giardino della casa. Dopo senza non troppa fatica, alla fine, le sorelle seppelliscono il padre con Roberta che gli mette sul viso un foulard rosso per coprirgli il viso, sistemando la buca con la sabbia e rimettendogli sopra un tavolo da pic-nic.
Mentre vanno via, le due sorelle iniziano a parlare del loro rapporto con il loro padre: per Roberta, il rapporto non era molto stretto però si intendevano. Michela, al contrario, non aveva mai avuto un rapporto per via della distanza dato che lei stava a Milano e lui a Roma. Roberta si sentiva spesso con il padre e racconta alla sorella un buffo aneddoto: un giorno, credeva di essere rimasta incinta e lei aveva chiamato subito suo padre. Anche a Michela successe una cosa simile ed entrambe si beccarono una sonora sberla da lui, anche se poi nessuna delle due lo fu davvero. A condividere quella storia, le due ridono e per la prima volta si sentono davvero come sorelle, dandosi un abbraccio sincero.
Alla fine, arrivati i muratori, Michela e Roberta, con presenti la madre di Roberta, l'ex amante di Roberto e un'altra signora, tumulano la bara vuota di Sergio a muro nel cimitero, con il muratore che scrive il suo nome e l'ex amante che gli lascia una rosa e appende una sua foto alla calce fresca. Ad un tratto, a Michela gli squilla il cellulare e risponde: la chiamata viene dalla sua amica Fausta e gli dice che una multinazionale aveva comprato la piantagione e che quelle azioni valgono 14 milioni di dollari che, in euro, sarebbero 13 milioni e 25 miliardi in lire.
A questa notizia, le due sorelle ridono contente, sapendo che sono ricche chiudendo così il film senza sapere cosa ne faranno di quei soldi.